# Euploea susah
Euploea susah är en fjärilsart som beskrevs av William Burgess Pryer och Carter 1894. Euploea susah ingår i släktet Euploea och familjen praktfjärilar. Inga underarter finns listade i Catalogue of Life.